# St. Leonhard am Hornerwald
Sankt Leonhard am Hornerwald est une commune autrichienne du district de Krems en Basse-Autriche.